# Сима (архітектура)

Виконання сими в античній (угорі) та середньовічній (унизу) архітектурі. Сима позначена цифрою 3.

Си́ма (від грец. σιμός — «із загнутим догори носиком») — у давньогрецькому храмі жолобок для стікання води над карнизом. Виконувався з мармуру чи теракоти.
Також симою називається архітектурний облом у вигляді гуська, що увінчує давньоримську споруду або її частину.